# Cleome macradenia
Cleome macradenia är en paradisblomsterväxtart som beskrevs av Georg August Schweinfurth. Cleome macradenia ingår i släktet paradisblomstersläktet, och familjen paradisblomsterväxter. Inga underarter finns listade i Catalogue of Life.